# Мозок-матрьошка
Мозок-матрьошка — гіпотетична мегаструктура, запропонована Робертом Бредбері, на основі сфери Дайсона, має величезну обчислювальну потужність. Це приклад зоряної машини класу B, яка використовує увесь енергетичний потенціал зірки, щоб приводити в дію комп'ютерну систему. Назва концепції походить від російської дерев'яної ляльки — матрьошки.

## Концепція
Термін «мозок-матрьошка» був винайдений Робертом Бредбері як альтернатива до терміна «Мозок-Юпітер» — схожої концепції, проте такої що має не зоряний, а планетарний масштаб і є оптимізованою для мінімальної затримки проходження сигналу. Конструкція мозку-матрьошки робить акцент на чистій місткості і максимізації енергії, що отримується з джерела (зірки), тоді як мозок-Юпітер оптимізований за швидкістю обчислень.
Така структура повинна складатися, принаймні, з двох (зазвичай більше) сфер Дайсона, побудованих навколо зірки і вкладених одна в одну. Значна частина оболонок складатиметься з нанокомп'ютерів молекулярного масштабу. Ці комп'ютери принаймні частково отримуватимуть енергію від обміну між зіркою і міжзоряним середовищем. Оболонка поглинатиме енергію, що випромінюється на її внутрішню поверхню, використовуватиме її для живлення комп'ютерних систем і випромінюватиме енергію назовні. Нанокомп'ютери кожної оболонки будуть призначені для роботи при різних температурах.
Ідея створення такого пристрою не порушує відомих законів фізики, хоча з інженерної точки зору спорудження цієї структури вимагає величезних витрат, у тому числі через те, що створення оболонок потребує використання матеріалу значної частини планетної системи зірки.

## Можливе використання
Досить складно уявити можливі сфери застосування таких величезних обчислювальних ресурсів. Одна з ідей запропонована Чарльзом Строссом у романі Accelerando: мозок-матрьошка може використовуватися для створення точної імітації реальності або перенесення свідомості людини у віртуальну реальність. Демієн Бродерік припускає, що мозок-матрьошка зможе моделювати цілі альтернативні всесвіти.
Футуролог і трансгуманіст Андерс Сандберг написав есе, де розглядає наслідки здійснення обчислень такого масштабу на машинах, подібних до мозку-матрьошки, яке було опубліковано Інститутом по етиці і нових технологіях.

## Стороні оцінки
Роберт Бредбері, автор концепції, використав її в антології «Рік 1,000,000: наука на дальньому краї знання» (англ. Year Million: Science at the Far Edge of Knowledge), що привернула увагу огядачів Los Angeles Times і Wall Street Journal.
Ідея обчислювальних пристроїв величезної потужності розглядалася в есе Ніка Бострома у журналі The Philosophical Quarterly. Бостром міркує про те, що якщо люди добровільно еволюціонують до стадії  постлюдини, перед кожним ступенем еволюції знадобиться масштабне комп'ютерне моделювання, що вимагає машин таких, як мозок-матрьошка. Бостром заходить і далі, припускаючи, що люди можуть насправді бути лише учасниками масштабного комп'ютерного моделювання. Реймонд Курцвейл кілька разів згадує цю ідею у книзі «Сингулярність вже близька» (2005), слідуючи схожий ланцюжок міркувань. Він відзначає, що існування усередині комп'ютерної моделі може бути таким же «реальним», як і у звичайній біосфері — якщо взагалі можна провести таку відмінність. Концепція мозку-матрьошки також розглядається у статті, опублікованій у квітневому номері журналу Британського міжпланетного товариства за 2003 рік.

## Мозок-Юпітер
Мозок-Юпітер — це теоретична обчислювальна мегаструктура розміром з планету. На відміну від мозку-матрьошки, мозок-Юпітер оптимізований для мінімізації затримки проходження сигналу і має компактну структуру. Забезпечення живлення і розсіювання тепла в такій системі становить значні труднощі.
Хоча твердий щільний об'єкт з розміром і масою планети земного типу або газового гіганта не може бути побудований з жодного відомого матеріалу, подібна структура може бути побудована як ґрати низької щільності з масою, порівнянною з великим супутником або маленькою планетою, але зі значно більшим об'ємом, або як щільна, але не тверда структура з масою і щільністю планети (при цьому потрібен контроль за внутрішнім градієнтом температури для відвертання конвекції).

## Ресурси Інтернету
- Matrioshka Micronode. Orion's Arm. Архів оригіналу за 18 травня 2012. Процитовано 28 серпня 2009.

- Sandberg, A (22 Dec. 1999). The Physics of Information Processing Superobjects: Daily Life Among the Jupiter Brains (PDF). Архів (PDF) оригіналу за 18 травня 2012. Процитовано 14 лютого 2017.